# Ochoz (Nasavrky)
Ochoz je část města Nasavrky v okrese Chrudim. Nachází se na východě Nasavrk. Prochází zde silnice II/337. Ochoz leží v katastrálním území Ochoz u Nasavrk o rozloze 3,69 km². V katastrálním území Ochoz u Nasavrk leží i Březovec, Drahotice, Libáň a malá část přírodní rezervace Hluboký rybník.